# Reichsfilmarchiv

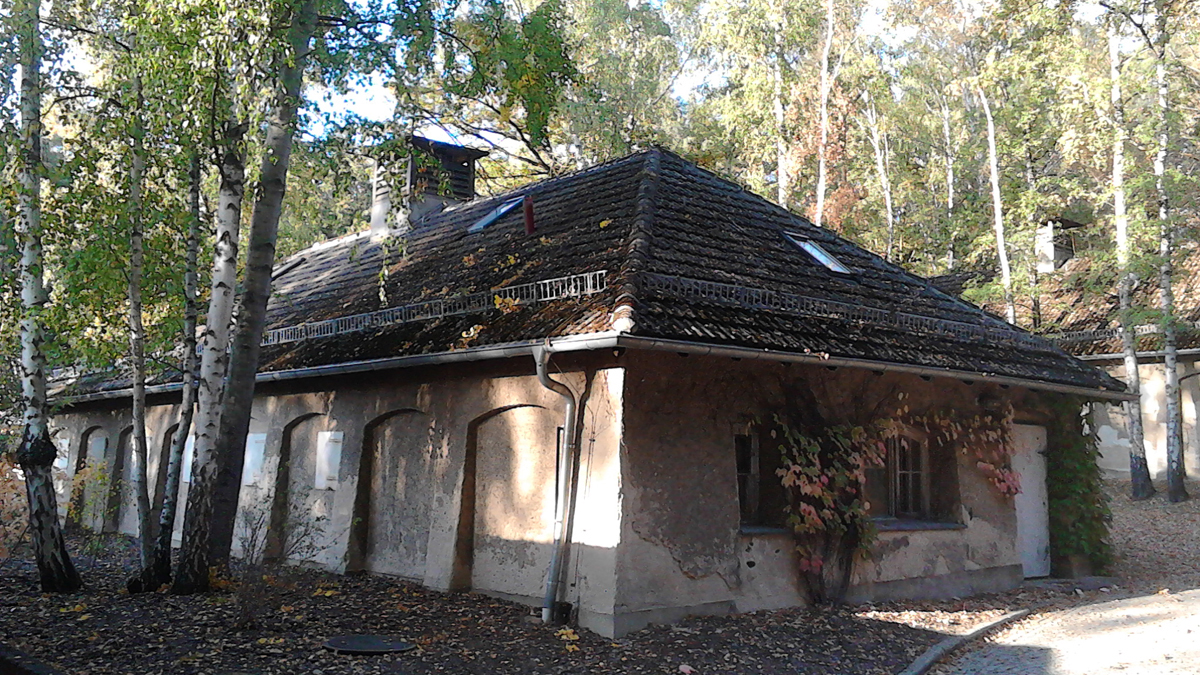
Einer der Hochbunker des ehemaligen Reichsfilmarchivs in Potsdam-Babelsberg (2018)

Das Reichsfilmarchiv war ein 1935 eröffnetes staatliches Filmarchiv im Deutschen Reich während der Zeit des Nationalsozialismus mit Sitz in Berlin.

## Geschichte

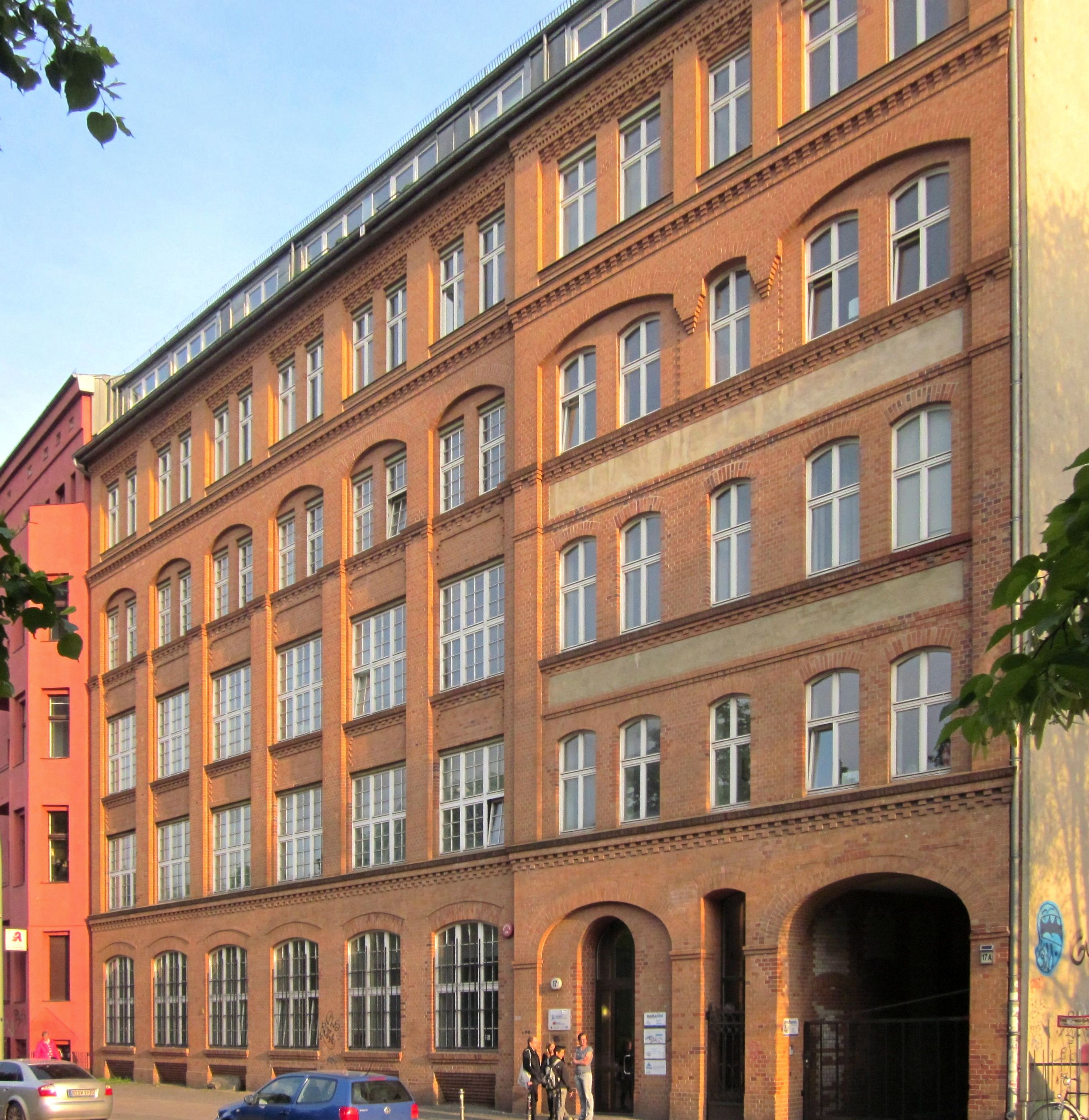
Tempelhofer Ufer 17 in Berlin-Kreuzberg, ehemaliges Fabrikgebäude, von 1939/40 bis 1945 u. a. vom Reichsfilmarchiv als Dienstsitz genutzt

Am 30. Januar 1934 übergab der Präsident der Reichsfilmkammer, Dr. Fritz Scheuermann, dem Propagandaminister Joseph Goebbels mit einer Stiftungsurkunde ein mit Unterstützung der deutschen Filmwirtschaft errichtetes Reichsfilmarchiv; die Sammlung beinhaltete Spielfilme, Kulturfilme, Lehr- und Werbefilme und dokumentarische Filme. Als Gründungsleiter wurde zunächst ab April bis September 1934 Leonhardt Böttger von der Filmprüfstelle Berlin beauftragt. Am 14. Juli 1934 wird im Tätigkeitsbericht der Reichsfilmkammer mitgeteilt, diese habe ein Filmarchiv geschaffen. Leonhardt Böttger berichtete am 21. September 1934, es sei mit dem Bau des Lagerhauses für die Filme des Archivs in der Hüninger-Straße in Berlin-Dahlem begonnen worden; von der Kaiser-Wilhelm-Gesellschaft seien Büroräume im Biologischen Institut und nach Einbau einer Tonfilmanlage der Helmholtz-Saal des Harnack-Hauses zur Verfügung gestellt worden. Am 6. Dezember 1934 erklärte Propagandaminister Joseph Goebbels, unter der Initiative seines Ministeriums sei das Reichsfilmarchiv gegründet worden und umfasse bereits 1200 Filme von künstlerischem und kulturellem Werte. Darunter waren 350 Kopien wertvoller Stumm- und Tonfilme, die von der Filmindustrie gespendet worden waren, und 300 Dokumentar- und Lehrfilme aus dem Ersten Weltkrieg, die das Reichsarchiv in Potsdam abgegeben hatte.
Das Reichsfilmarchiv wurde im Harnack-Haus in Berlin-Dahlem am 4. Februar 1935 in Anwesenheit von Adolf Hitler und Joseph Goebbels mit großem Propagandaaufwand eröffnet. Das Statut des Reichsfilmarchivs war bereits am 30. Januar 1935 von Scheuermann unterzeichnet worden und wurde am Tag der offiziellen Eröffnungsfeier vom Deutschen Nachrichtenbüro bekannt gegeben.
Leiter zwischen 1935 und 1937 war Frank Hensel (1893–1972) Am 9. Dezember 1937 wurde Richard Quaas (1905–1989) die Leitung des Reichsfilmarchivs übertragen. Mit dem 1. April 1938 wurde das Reichsfilmarchiv aus dem bisherigen Verband der Reichsfilmkammer herausgenommen und wurde unter der Leitung von Richard Quaas eine nachgeordnete Dienststelle des Propagandaministeriums mit eigener Verwaltung und eigenem Etat. Es wurden neue Büroräume in der unteren Friedrichstraße und etwa 1939/40 im Gebäude Tempelhofer Ufer 17 bezogen, das auch von mehreren Firmen genutzt wurde. Als Magazin wurden Filmbunker in Babelsberg errichtet, die Bauarbeiten begannen 1939 mit der Adresse Breites Gestell 1. Die erhalten gebliebenen Gebäude befinden sich heute auf dem Grundstück mit der Adressangabe Kohlhasenbrücker Straße 106.
Das Archiv erlangte schnell eine hohe internationale Reputation. Als 1938 in Paris die Fédération International des Archives du Film (FIAF) – ein internationaler Zusammenschluss der Filmarchive – gegründet wurde, war das Reichsfilmarchiv eines der vier Gründungsmitglieder. Hensel wurde deren Vizepräsident und ab 1939, formal bis Kriegsende, Präsident.
Zum Personal zählten Anfang des Zweiten Weltkriegs einschließlich Verwaltung, wissenschaftlichen Referenten, und Hilfskräften mit Schreibkräften, Lagerverwaltung und Filmtechnikern 27 Köpfe. Diese Zahl ging nach 1942 durch Einziehungen zur Wehrmacht langsam und stetig zurück.
Nach ihrem Einmarsch in Berlin im April 1945 übernahmen die sowjetischen Truppen die Diensträume am Hauptsitz sowie die Filmbunker auf dem Gelände in Babelsberg mit rund 15.000 bis Kriegsende gut erhaltenen Filmen und beschlagnahmten alle Filmmaterialien. Weitere Filme, Filmkopien und Akten waren an verschiedenen Orten ausgelagert worden und wurden während des Krieges und bei Kriegsende zum Teil zerstört. In der Bundesrepublik trat 1947 das von Hanns Wilhelm Lavies gegründete Archiv für Filmwissenschaft die Nachfolge der Reichsfilmarchivs an und in der Deutschen Demokratischen Republik das Staatliche Filmarchiv der DDR, das nach 1990 in das Filmarchiv des Bundesarchivs überging.

## Bestände
Zum Zeitpunkt der Eröffnung besaß das Archiv bereits mehr als 1.200 Filme, die zum Teil aus dem Reichsarchiv Potsdam stammten, zum Teil von der Filmindustrie gestellt werden mussten. Durch legalen Erwerb, zu einem erheblichen Teil aber auch durch Ablieferungszwang und Beschlagnahmen in den besetzten Gebieten, wuchs der Bestand bis zum Kriegsende auf 17.352 Filme an.
Die Nationalisierung der Filmindustrie bedeutete einen erheblichen Zuwachs für die Filmsammlung des Reichsfilmarchivs. Ein Mittel zur Bestandserweiterung war die Beschlagnahme von Filmen und filmbegleitenden Materialien im Gebiet des deutschen Reichs sowie in den besetzten Gebieten. Die Geheime Staatspolizei beschlagnahmte viele Filme, die ab 1938 ins Reichsfilmarchiv überführt wurden.
Die Eingangsmeldungen des Reichsfilmarchivs belegen, dass ab September 1939 Wehrmacht und Polizei Massen an Filmen als „Kriegsbeute“ bzw. „Beutefilme“ in Polen, den Niederlanden, Belgien, Frankreich und später auch weiteren besetzten Gebieten beschlagnahmten und diese dem Reichsfilmarchiv zuflossen. Der registrierte und katalogisierte Filmbestand des Reichsfilmarchivs wuchs bis Anfang 1943 auf über 29.000 Filme an.
Nach Kriegsende ging der größte Teil der Bestände, die zum Teil im Glockenturm am Berliner Olympiastadion eingelagert waren, verloren. Nach dem Einmarsch der Roten Armee, vermutlich durch Nachlässigkeit der Militärs, fing das Filmarchiv im Glockenturm Feuer und die große Hitze wurde durch den Turm wie durch einen Kamin abgeleitet. Dadurch wurden tragende Teile des Stahlskelettes verformt. Nach diesem Feuer zum Ende des Zweiten Weltkriegs war der Turm nicht mehr standsicher und wurde am 15. Februar 1947 von britischen Pionieren gesprengt.
6.400 ausgesuchte Filme gelangten in das sowjetische Filmarchiv in Krasnogorsk bei Moskau. Die Rote Armee beschlagnahmte das Filmmaterial in den Lagerstätten Ostseebunker in der Berliner Ostseestr. und im Hauptlager in Babelsberg. Ein Großteil der in die Sowjetunion verbrachten Filmbestände ging in den Gründungsbestand des Staatlichen Filmarchivs „Gosfilmofond of Russia“ ein. Bereits ab 1946 liefen die „Trophäenfilme“ in sowjetischen Filmtheatern; die Agfacolor-Farbfilm-Revue Die Frau meiner Träume feierte in der Sowjetunion unter dem russischen Titel Девушка моей мечты Erfolge. In den sowjetischen Kinos wurden die Trophäenfilme zum Teil noch bis 1956 gespielt. Am 29. April 1954 gab die Sovexportfilm-Vertretung in Deutschland in Berlin Filmmaterialien aus dem Bestand des Reichsfilmarchivs an das Ministerium für Kultur der DDR zurück; laut Übergabeliste wurden demnach 10.155 Spielfilme, 3753 Kurzfilme, 2626 Kopien Wochenschaumaterial, 65 Kopien Trickfilme, 1007 Kopien Schmalfilme sowie 8000 Büchsen Schnittreste verschiedener Filme übergeben. 1955 konnte das neu gegründete Staatliche Filmarchiv der DDR einen Teil der Bestände übernehmen.